# Цар-Петрово
Цар-Пе́трово (болг. Цар-Петрово) — село у Видинській області Болгарії. Входить до складу общини Кула.

## Населення
За даними перепису населення 2011 року у селі проживали 297 осіб, з них 295 осіб (99,3%) — болгари.
Розподіл населення за віком у 2011 році:
Динаміка населення: